# Dachstein-Blindkäfer
Der Dachstein-Blindkäfer (Arctaphaenops angulipennis) ist eine in Höhlen lebende (troglobionte) Art der Laufkäfer. Er ist ein Endemit Österreichs.

## Merkmale
Der kleine Käfer erreicht eine Körperlänge von 5,0 bis 6,1 Millimeter. Er ist, unter Einschluss der Körperanhänge, einheitlich gelbbraun gefärbt. Wie alle Vertreter der Gattung und typisch für ein Höhlentier ist er völlig augenlos und blind.
Seine Fühler sind lang und schlank, zurückgelegt erreichen sie das hintere Viertel der Flügeldecken. Der Kopf erreicht die Breite des Halsschilds oder ist unwesentlich schmaler, sein Hals ist flach, aber deutlich abgeschnürt. Der Halsschild ist länger als breit, seine abgesetzten Seiten erreichen nicht den Vorderrand, die Vorderecken sind flach ausgeschnitten. Der umgeschlagene Seitenrand ist zur Spitze lappig vorgezogen. Seine Seiten sind nach hinten schwach, fast gerade verengt und vor den Hinterecken stark eingeschnürt. Die Basis (die zu den Flügeldecken weisende Seite) ist in der Mitte tief ausgeschnitten und beiderseits winkelig eingekerbt, die Hinterecken spitzwinkelig nach außen gerichtet (subsp. angulipennis) bzw. stumpf nach unten gebogen (subsp. styriacus). Die Flügeldecken sind hinter der Mitte bauchig erweitert. Sie haben deutlich vorspringende Vorderwinkel („Schultern“), ihr Vorderrand ist über diesen Schultern deutlich eingebuchtet. Auf jeder Flügeldecke sind vier oder fünf feine Streifen ausgebildet die äußeren beiden nur schwach angedeutet. Hinterflügel fehlen, der Käfer ist nicht flugfähig.
Alle Arten der Gattung Arctaphaenops sind untereinander sehr ähnlich. Sie unterscheidet sich von der ebenfalls sehr ähnlichen, ebenfalls augenlosen und höhlenlebenden Gattung Trichaphaenops an dem unbehaarten Halsschild und am Vorhandensein von zwei, statt drei, langen Borsten auf der Innenseite der Augen. Trichaphaenops ist allerdings westalpin mit Vorkommen im Schweizer und französischen Jura und kommt nicht in Österreich vor. Die Art unterscheidet sich von den anderen Vertretern der Gattung, die ebenfalls in Höhlen in Österreich leben, an der Gestalt der Halsschildseiten und der Lage verschiedener Borsten auf den Flügeldecken. Männchen sind gut am artspezifischen Aedeagus erkennbar.

## Taxonomie und Forschungsgeschichte
Im Boden und in Höhlen lebende Käfer haben im mittleren und nördlichen Europa stark unter den pleistozänen Eiszeiten gelitten. Die Zahl der in den nördlichen Kalkalpen endemischen Arten ist auffallend gering, sie sind viel artenärmer besiedelt als südlichere Gebirge wie etwa die Dinariden. Typisch für die ausbreitungsschwachen Arten ist jeweils ein kleines Verbreitungsgebiet (Endemiten). Trotz jahrelanger Bemühungen vieler Käferforscher gelang es lange Zeit nicht, in den Bereichen nördlich des Alpenhauptkamms Blindkäfer zu entdecken. Es war deshalb eine große Überraschung, als der Höhlenforscher Franz Porod 1924 in einem Stollen der Dachstein-Mammuthöhle völlig zufällig einen Höhlenkäfer entdeckte. Er übergab das Tier an den auf Laufkäfer der Gattung Trechus spezialisierten Kärntner Zoologen Josef Meixner, der ihn als neue Art Trechus (Arctaphaenops) angulipennis beschrieb. Die Untergattung Arctaphaenops wurde später zur eigenständigen Gattung hochgestuft, nachdem sie Hans Strouhal zeitweise als Untergattung von Trichaphaenops aufgefasst hatte.
Die Gattung Arctaphaenops bildet mit anderen, ähnlichen Gattungen, die fast alle höhlenlebend sind, die Subtribus Trechina der Tribus Trechini in der Unterfamilie der Trechinae. Sie ist nahe verwandt mit den höhlenlebenden Gattungen Agostinia, Anophthalmus und Trichaphaenops sowie zahlreichen Arten der weiter verbreiteten, paraphyletischen Gattung Duvalius. Es wird angenommen, dass sich die höhlenlebenden Gattungen im Pliozän bis Pleistozän aus Duvalius-artigen Laufkäfern der Hochgebirge evolviert haben.
Es werden zwei Unterarten unterschieden:
- Arctaphaenops angulipennis angulipennis (Meixner, 1924). Synonym sind Arctaphaenops nihilumalbi Schmid, 1975, Arctaphaenops putzi Fischhuber, 1986, Arctaphaenops celinae Genest 1991. Verbreitet in Höhlen im Dachsteingebirge und im Toten Gebirge, nördliche Kalkalpen (nördlich der Enns), Oberösterreich und Steiermark.
- Arctaphaenops angulipennis styriacus (Winkler, 1933). Von Albert Johann Winkler ursprünglich als eigene Art beschrieben und von Hermann Daffner zur Unterart zurückgestuft. Synonym sind Arctaphaenops ilmingi Schmid, 1964, Arctaphaenops hartmannorum Schmid, 1966. Verbreitet in Höhlen in den Niederösterreichisch-steirischen Kalkalpen und Ennstaler Alpen (Gesäuse), Steiermark. 2016 wurde er nach langer Zeit im Nationalpark Gesäuse wiederentdeckt.[6]

## Biologie und Lebensweise
Die Art ist auf besonders kalte Lebensräume spezialisiert (kalt-stenotherm) und sehr feuchteliebend (hygrophil). Sie lebt in Höhlen und tief reichenden Klüften im verkarsteten Kalkstein, fast immer über 1000 Meter Meereshöhe. Wie alle verwandten Arten ernährt sie sich räuberisch. Die Käfer überdauerten die Eiszeiten vermutlich in aus den vergletscherten Tälern hervorragenden, eisfreien Gebirgsstöcken und fehlen deshalb in tieferen Lagen, außer wenn sie gelegentlich von Höhlenflüssen mitgespült worden sind. Die nördlichen Populationen konnten teilweise wohl auch in tieferen Lagen in den Höhlen überdauern, sofern diese nicht völlig überflutet waren. Sie sind hier daher an größere Höhlen gebunden.

## Höhlentier des Jahres
Der Dachstein-Blindkäfer wurde vom Naturschutzbund Österreich zum Höhlentier des Jahres 2021 in Österreich erklärt. Mit der Aktion soll auf die hohe Schutzwürdigkeit von Höhlenorganismen und ihrer unterirdischen Lebensräume aufmerksam gemacht werden.